# ألكسندر نوفاك
ألكسندر فالينتينوفيتش نوفاك(الروسية: Александр Валентинович Новак) هو وزير الطاقة الحالي لروسيا الاتحادية.

## حياته
ولد عام 1971 في مدينة أفدييفكا في أوكرانيا، وأنهى عام 1993 معهد نوريلسك الصناعي، ثم تخرج عام 2009 في جامعة موسكو الحكومية بتخصص الإدارة.
في أعوام 1987 – 1997 عمل مهندسا تكنولوجيا ثم كبير المحاسبين في مصنع التعدين بنوريلسك.
وعُيِّن عام 1997 نائبا لمدير مجمع التعدين في نوريلسك.
وتولى عام 2000 منصب نائب رئيس إدارة مدينة ننوريلسك في الشؤون المالية والاقتصادية. وفي أعوام 2002 – 2007 شغل منصب نائب محافظ إقليم كراسنويارسك.
في عام 2008 عُيِّن نائبا لوزير المالية في حكومة فلاديمير بوتين.
في 21 مايو/أيار عام 2012 تم تعيينه بمنصب وزير الطاقة في حكومة دميتري مدفيديف.
هو متزوج ولديه ابنتان.

## الوصلات الخارجية
الموقع الرسمي لوزارة الطاقة الروسية